# بسیگهایم
شهر بسیگهایم در ایالت بادن-وورتمبرگ در کشور آلمان واقع شده است.